# Fiskerdrengen
Fiskerdrengen is een compositie van Niels Gade. Het is een lied gecomponeerd in 1879 op tekst van Christian Richardt. De beginregel van het gedicht luidt; Fiskerdrengen leger ved salten Vesterhav. Het is een verhaal over een jongeman, die vist op de Noordzee (in het Deens Vesterhav).

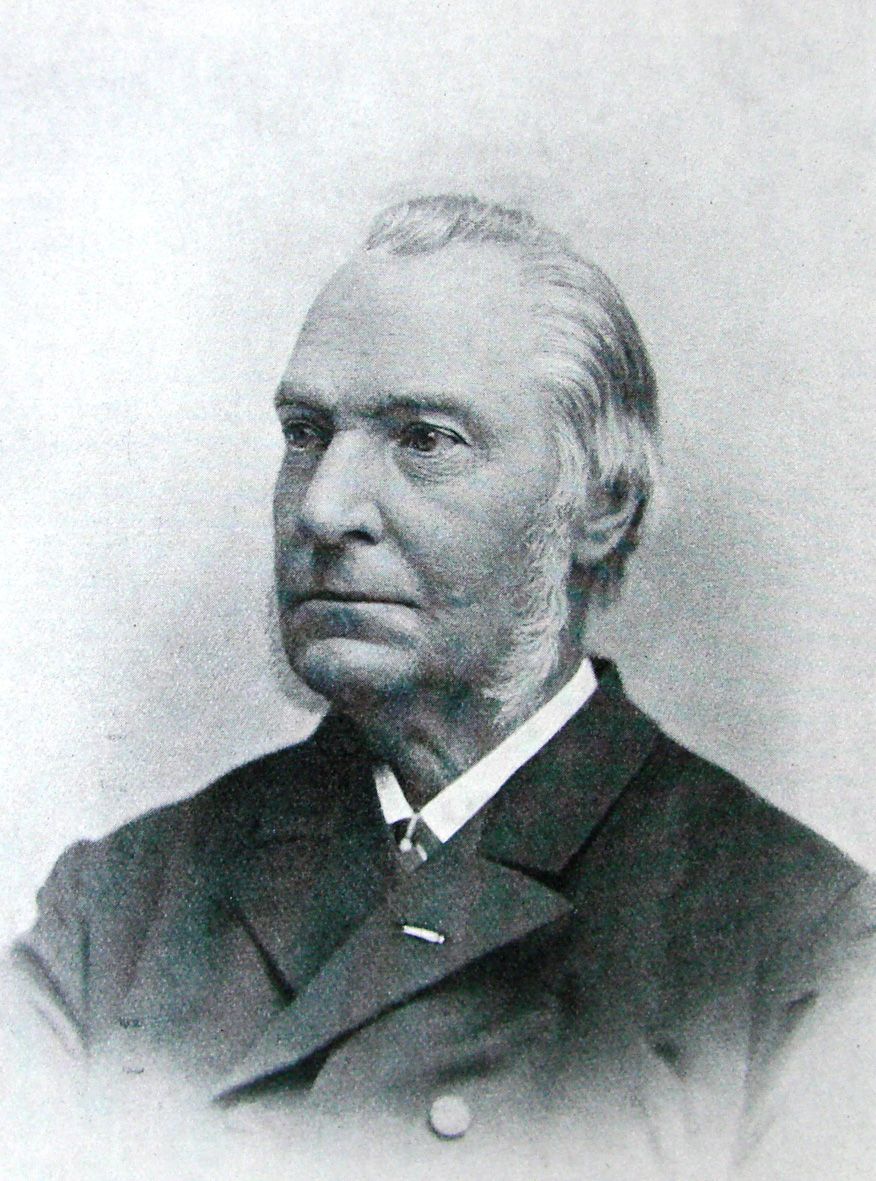
Christian Richardt